# 多島斗志之
多島 斗志之（たじま としゆき、1948年10月24日 - ?）は、日本の小説家。大阪府出身。男性。本名は鈴田 恵（すずた けい）。

## 来歴
早稲田大学政治経済学部を卒業。広告代理店勤務、フリーの広告制作ディレクターを経て作家となる。
1982年、「あなたは不屈のハンコ・ハンター」で第39回小説現代新人賞を受賞しデビュー（多島健名義）。『密約幻書』で第101回直木三十五賞候補、『不思議島』で第106回直木三十五賞の候補作となった。海賊モア船長シリーズのような海洋冒険小説や、天海祐希主演で映画化もされたミステリー『クリスマス黙示録』、多重人格を取り扱って話題となった『症例A』、純愛小説の『離愁』など幅広い作風で知られた。『少年たちのおだやかな日々』所収の「罰ゲーム」は『世にも奇妙な物語』で、「言いません」および「言いなさい」は『悪いこと』で映像化されている。

### 失踪
2009年12月19日に滞在していた京都市内のホテルを出たのを最後に消息を絶つ。多島は1989年頃に右目を失明しており、失踪前日、弟や長女に「1か月前から左目も見えにくい。この年で両目を失明し人の手を煩わせたくない。失踪する」との速達が届き、失踪当日には友人や出版社に「筆を置き、社会生活を終了します」との手紙が届いたと報じられた。

## 作品
- 〈移情閣〉ゲーム（1985年9月 講談社ノベルス / 2007年9月 講談社ノベルス 綾辻・有栖川復刊セレクション）
  - 【改題】龍の議定書（1988年6月 講談社文庫）
- 聖夜の越境者（1987年3月 講談社 / 1989年9月 講談社文庫）
- ソ連謀略計画（シベリア・プラン）を撃て（1987年3月 トクマ・ノベルズ）
  - 【改題】CIA桂離宮作戦（1990年8月 徳間文庫）
- 金塊船消ゆ（1987年9月 ジョイ・ノベルス / 1991年2月 講談社文庫）
- バード・ウォーズ アメリカ情報部の奇略（1988年5月 天山出版 天山ノベルス / 1992年6月 文春文庫）
- 密約幻書（1989年5月 講談社 / 1992年7月 講談社文庫）
- マリアごろし異人館の字謎（1990年4月 講談社）
- クリスマス黙示録（1990年11月 新潮ミステリー倶楽部 / 1996年11月 新潮文庫 / 2009年12月 双葉文庫 / 2021年12月 徳間文庫 トクマの特選！ 多島斗志之裏ベスト）
- 不思議島（1991年7月 徳間書店 / 1999年1月 徳間文庫 / 2006年5月 創元推理文庫）
- 神話獣（1993年3月 文藝春秋）
  - 【改題】マールスドルフ城1945（2000年2月 中公文庫）
- 少年たちのおだやかな日々（1994年4月 双葉社 / 1999年8月 双葉文庫 / 2019年11月【新装版】）
- 白楼夢 海峡植民地にて（1995年10月 講談社 / 2007年5月 創元推理文庫）
- 二島縁起（1995年10月 双葉社 / 2006年7月 創元推理文庫）
- 海上タクシー〈ガル3号〉備忘録（1996年7月 双葉社 / 2006年10月 創元推理文庫）
- もの静かな女たち（1996年11月 実業之日本社）
  - 【改題】私たちの退屈な日々（2009年4月 双葉文庫）
- 海賊モア船長の遍歴（1998年7月 中央公論社 / 2001年3月 中公文庫）
- 仏蘭西シネマ（1998年9月 双葉社）
- 症例A（2000年10月 角川書店 / 2003年1月 角川文庫）
- 汚名（2003年1月 新潮社）
  - 【改題】離愁（2006年1月 角川文庫）
- 追憶列車（2003年8月 角川文庫）
- 海賊モア船長の憂鬱（2005年10月 集英社 / 2009年8月 角川文庫【上・下】）
- 感傷コンパス（2007年7月 角川書店 / 2016年12月 角川文庫）
- 黒百合（2008年10月 東京創元社 / 2015年8月 創元推理文庫）